# حواس‌پرتی (فیلم ۲۰۰۱)
حواس‌پرتی (به تامیلی: Asathal) و (به انگلیسی: Wackiness) فیلمی هندی محصول سال ۲۰۰۱ و به کارگردانی پی. واسو است. در این فیلم بازیگرانی همچون ساتیاراج، رامیا کریشنان و سواتی ایفای نقش کرده‌اند.